# 亲和色谱法
亲和色谱法（英語：Affinity chromatography，又称为亲和层析）是一种利用固定相的结合特性来分离分子的色谱方法。亲和色谱在凝胶过滤色谱柱上连接与待分离的物质有一定结合能力的分子，并且它们的结合是可逆的，在改变流动相条件时二者还能相互分离。亲和色谱可以用来从混合物中纯化或浓缩某一分子，也可以用来去除或减少混合物中某一分子的含量。

## 原理
利用生物大分子和固定相表面存在的某种特异性亲和力，进行选择性分离。亲和色谱常用的生物分子相互作用有：
|    | 配体类型         | 靶向分子               |
| -- | ---------------- | ---------------------- |
| 1  | 酶               | 底物类似物             |
| 2  | 抗体             | 抗原                   |
| 3  | Lectin           | Polysaccharide         |
| 4  | 核酸             | 碱基互补配对的核酸序列 |
| 5  | 激素             | 受体                   |
| 6  | 亲和素           | 生物素                 |
| 7  | 钙调素           | 钙调素结合蛋白         |
| 8  | Poly-A序列       | 带有poly (U)的RNA序列  |
| 9  | Glutathione      | GST fusion protein     |
| 10 | Proteins A and G | 免疫球蛋白             |
| 11 | 金属离子         | 多种融合蛋白           |

## 一般流程
亲和色谱分离的通常是混合在溶液中的物质，比如细胞内容物、培养基或血浆等。待分离的分子在通过色谱柱时被固定相或介质上的基团捕获，而溶液中其他的物质可以顺利通过色谱柱。然后把固态的基质取出后洗脱，目标分子即刻被洗脱下来。如果分离的目的是去除溶液中某种分子，那么只要分子能与介质结合即可，可以不必进行洗脱。

## 特殊用途

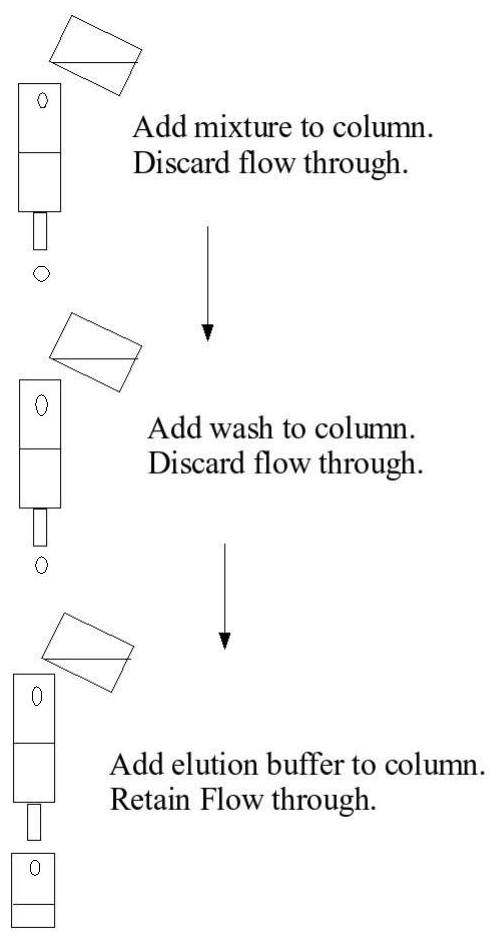
列色谱

亲和色谱的用途很广泛，可以用来从细胞提取物中分离纯化核酸、蛋白質，还可以从血浆中分离抗体。分离重组蛋白就经常使用亲和色谱。通过基因修饰为蛋白加上一些人为的特性，这些特性使蛋白选择性地与配体结合，从而达到分离的目的。亲和色谱的另一大用途是从血浆中分离抗体。
1. ↑  Kumar, Pranav. . New Delhi: Pathfinder Publication. 2018: 11. ISBN 978-93-80473-15-4.